# Jean Stone
Pour les articles homonymes, voir John Stone et Stone.
Jean Stone (en anglais John Stone), mort en 27 décembre 1539, est un prêtre, théologien et martyr augustin britannique, exécuté pour avoir refusé de reconnaître le roi Henri VIII comme chef suprême de l'Église d'Angleterre. 

## Biographie

### Le refus de l'anglicanisme
On ne connais quasiment rien de sa jeunesse ni de son éducation. On sait uniquement qu'il a un doctorat en théologie et qu'il appartient aux Augustins de Canterbury. Après son ordination, il est envoyé à Droitwich, où il occupe les fonctions de professeur et de prieur, avant de revenir à Canterbury.
Alors que le roi Henri VIII est à la recherche d'ecclésiastiques favorables à son divorce avec la reine Catherine d'Aragon, le père Stone est approché par les agents du roi. Tous les efforts sont faits pour gagner son influence et convaincre ainsi le conseil convoquée à Canterbury, mais il est ferme et résolu dans sa dénonciation du divorce, qu'il considère contraire aux principes de morale et de justice. Il dénonce aussi la volonté du roi de se proclamer chef spirituel de l'Église d'Angleterre.
L'Acte de suprématie de 1534 déclare que le roi est le seul et unique chef suprême de l'Église d'Angleterre. Toute personne qui lui refuserait ce titre serait accusé de haute trahison. Tous les évêques, prêtres et religieux sont ainsi tenus de signer un document officiel reconnaissant explicitement Henri VIII en tant que chef de leur Église.
Le 14 décembre 1538, Richard Yngworth, évêque de Douvres (en), reçoit l'ordre de fermer le couvent augustinien de Canterbury dans le cadre de la dissolution des monastères. Chaque frère est expulsé et doit signer deux documents : le premier reconnaissant le roi comme chef suprême de l'Église d'Angleterre, et un second dans lequel ils reconnaissent être d'accord avec la fermeture de leur monastère. Jean Stone est alors le seul parmi ses frères à refuser de signer. Il est immédiatement séparé d'eux afin qu'il ne puisse pas les influencer. On lui demande de changer d'avis, mais puisqu'il refuse, Thomas Cromwell exige qu'il soit emprisonné dans la tour de Londres.

### Le martyre

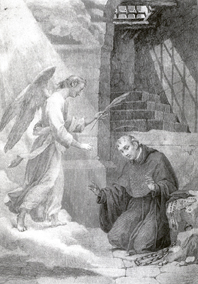
Peinture représentant le martyre de saint Jean Stone, commandée au collège anglais par le pape Grégoire XIII.

En octobre 1539, il est renvoyé à Canterbury pour assister à son procès pour haute trahison et se voit condamné à mort le 6 décembre.
Habituellement, une telle sentence est exécutée sans délai, mais les festivités liées à l'arrivée d'Anne de Clèves en Angleterre la retarde.
Il est exécuté non pas à Holloway, site traditionnellement destiné aux exécutions, mais au lieu-dit du Donjon, lieu plus visible, à l'intérieur des murs de la ville. Peu avant son martyre, il déclare à la foule : « Voici, je ferme mon apostolat dans mon sang, dans ma mort mais je trouverai la Vie, car je meurs pour une cause sainte : la défense de l'Église de Dieu, infaillible et immaculée ».
Il est pendu, éventré et écartelé. Son cœur et ses viscères sont jetés dans le feu. Enfin, sa tête et son corps sont exposés à l'entrée de la ville.

## Vénération
Son nom est d'abord placé au sommet de la liste des martyrs de la Réforme anglaise. Il est béatifié le 9 décembre 1886 par le pape Léon XIII, puis canonisé le 25 octobre 1970 par le pape Paul VI. Il est l'un des quarante martyrs d'Angleterre et du pays de Galles, représentant toutes les victimes innocentes des persécutions anticatholiques qui ont péri durant une longue période, entre 1535 et 1679. Il est fêté le 27 décembre, et le 25 octobre avec le groupe de martyrs.
Il est fêté le 27 décembre, et le 25 octobre avec le groupe des quarante martyrs d'Angleterre et du pays de Galles.